# Karłolotka łuskoogonowa
Karłolotka łuskoogonowa (Idiurus zenkeri) – gatunek ssaka z rodziny wiewiórolotkowatych (Anomaluridae).

## Zasięg występowania
Karłolotka łuskoogonowa występuje w środkowej Afryce, w Kamerunie (południowo-zachodnia część i wulkan Kamerun), Gwinei Równikowej, Republice Środkowoafrykańskiej i na granicy z Kongiem (Ngotto Forest) oraz w północno-wschodniej Demokratycznej Republice Konga (od rzek Aruwimi i Kongo do podnóża Ruwenzori i Kiwu); może również występować w skrajnie zachodniej Ugandzie.

## Taksonomia
Gatunek po raz pierwszy naukowo opisał w 1894 roku niemiecki zoolog Paul Matschie nadając mu nazwę Idiurus zenkeri. Holotyp pochodził z Yaounde, w Kamerunie.
Autorzy Illustrated Checklist of the Mammals of the World uznają ten takson za gatunek monotypowy.

### Etymologia
- Idiurus: gr. ιδιος idios „szczególny, specyficzny”; ουρα oura „ogon”[8].
- zenkeri: Georg August Zenker (1855–1922), niemiecki botanik, ornitolog, ogrodnik, kolekcjoner ze środkowej Afryki[9].

## Morfologia
Długość ciała (bez ogona) 60–90 mm, długość ogona 70–130 mm; masa ciała 14–17 g.

## Ekologia

### Tryb życia
Występuje w wilgotnych lasach równikowych. Tę małą przedstawicielkę rodziny wiewiórolotkowatych można natychmiast rozpoznać po niezmiernie charakterystycznym ogonie, po którego obu bokach sterczą długie, dość sztywne włosy, dzięki czemu wygląda jak dziwaczne pióro. Podobnie jak pozostałe jej krewniaczki szybowniczka malutka jest aktywna głównie w nocy. Żywi się nasionami i owocami. Tworzy grupy liczące do 12 zwierząt, wspólnie zajmując dziuplę.

### Rozmnażanie
O rozrodzie tego gatunku nic nie wiadomo.